# Montaje ideológico

## Montaje ideológico
El montaje ideológico es la unión de distintos trozos de película para crear un largometraje final. El mismo consiste en elegir, ordenar y asociar una selección de planos para mostrar una idea determinada.
Si bien en Estados Unidos tuvimos a Edwin S. Porter experimentando con los primeros conceptos de montaje, por ejemplo con su film "Asalto y Robo a un Tren", donde observamos una edición dinámica, con escenas tomadas en distintos lugares, que permiten recrear una imagen mental en la cabeza del espectador, fueron los cineastas rusos quienes profundizaron en estos aspectos para poder enriquecer el lenguaje cinematográfico tal y como lo conocemos en la actualidad.

#### Historia
Hasta la revolución de 1917, el cine ruso se caracterizó por ser documental y presentar únicamente noticias. Pero con la llegada de Lenin al poder, este tuvo la necesidad de utilizar a este medio como el alma propagandística de la revolución, para instruir a la sociedad.
En esta línea, el cine ruso revolucionario surgió como una contraposición a su par norteamericano, buscando una mayor construcción de sentido en sus films con un objetivo propagandístico.

## Cineastas

##### Lev Kuleshov
El primero de los realizadores rusos que marcó un antes y un después en el cine fue Lev Kuleshov, quien hizo un experimento donde les mostraba a los espectadores una foto de un actor y luego otra para que la gente decodifique el mensaje, por ejemplo un hombre y una torta (y la audiencia entendía que tenía hambre) o de un hombre y un niño que llora (se concibe que el hombre quiere consolar al niño). Es decir, que las imágenes sucesivas generan un significado particular, confeccionando el concepto básico de montaje, donde se organiza el material. El mismo espectador activo para que interprete lo que se le muestra.

##### Vsévolod Pudovkin
Otro de los cineastas que tuvo gran influencia en la profundización del aspecto de montaje fue Vsévolod Pudovkin, quien consideraba que el montaje se debía realizar a priori del guion, el cual no se podía modificar. Incluso sostenía que los planos había que hacerlos pensando en lo que el espectador quería ver. Así es como surgieron películas más continuistas, las más clásicas del cine ruso. El director de "La Madre" (1924) o "El fin de San Petersburgo" (1926) se caracterizó por usar siempre como protagonista de sus cintas a un héroe individual.

##### Serguéi Eisenstein
Por último, Serguéi Eisenstein fue uno de los directores que probablemente más hayan hecho por el lenguaje cinematográfico, elaborando la noción del montaje intelectual o ideológico. Según el teórico, el cine debería hacer saltar al espectador con imágenes que lo llevan a la emoción y luego a la acción (apoyar la revolución). Para que el concepto se pueda formar en la mente de este público activo, se utilizaban imágenes diegéticas(que pertenecen al contexto) y no diegéticas(que no pertenecen) y motivos, es decir, elementos que se repiten en la película que cambian su significado a lo largo de la narración. A diferencia de Pudovkin, las obras de Eisenstein presentan un héroe colectivo, con la utilización de la reiteración de imágenes de una misma acción para crear un mayor impacto. Entre sus películas más famosas se encuentran "La huelga" (1924), "Acorazado Potemkin" (1925) y "Octubre" (1927).  
Es así como el cine ruso se convirtió en una pieza fundamental para crear el medio tal y como lo conocemos en la actualidad, profundizando en el concepto de montaje, uno de los elementos más importantes del lenguaje cinematográfico, que le otorgan al film un sentido y un gran dinamismo.

## Referencial cultural
Todos ellos han aportado algo al cine pero sin duda cabe destacar el famoso Efecto Kuleshov, este recibió su nombre a partir de un experimento en el que el cineasta intercaló la misma expresión ambigua del actor Iván Mozzhujin con un plato de sopa, un bebé sobre un ataúd y una mujer con poca ropa. Aunque en los dos ejemplos citados hasta ahora parecen indicar lo contrario, este efecto no se limita a las expresiones faciales. Eisenstein (ayudante de Kuleshov) profundizó en la costumbre que tenemos y creó toda una teoría cinematográfica basada en este fenómeno. Para Eisenstein, el cine debería comunicarse con la audiencia a través del choque de dos tomas (tesis y antítesis), cuyos sentidos separados generarían una nueva idea en la mente del espectador. Uno de los ejemplos más famosos de este montaje es sin duda su película "Octubre".
Ya sea en el contexto de la edición clásica de Hollywood o del cine soviético, el experimento de Kuleshov es una demostración sencilla de algo en lo que David Bordwell (entre otros pensadores del cine) ha insistido: la audiencia tiene un papel sumamente activo en la construcción de cualquier película.